# 拉佐夫卡河
拉佐夫卡河（俄语：Река Лазовка），前称湾沟河（俄语：Река Вангоу），是滨海边疆区拉佐区的河流，源起锡霍特山脉西南坡，向东南流，长54公里，流域面积802平方公里，注入基辅卡河，总落差940米，平均坡度1.74%。

## 引用
1. ↑  А·П·穆拉诺夫. . 列宁格勒: 气象出版社. 1966 （俄语）.
2. ↑  . 列宁格勒: 气象出版社 （俄语）.
3. ↑  Т·А·基谢尔科瓦娅. . 列宁格勒: 气象出版社. 1977 （俄语）.
4. ↑  . 国家水登记处.   [2023-12-09]. （原始内容存档于2023-12-09） （俄语）.